# Památník padlým ve druhé světové válce
Památník padlým ve druhé světové válce, také nazývaný Lidé bděte! nebo Pomník obětem 2. světové války, je pomník/památník v Ostravě-Zábřehu v Moravskoslezském kraji. Autorem díla je slovenský sochař Ladislav Ľudovít Pollák (1912–2002).

## Historie a popis díla
Na vydlážděné ploše před školou je na kvádrovém podstavci umístěna pískovcová skulptura. Skulptura představuje válečné utrpení jako oblečeného muže s rukama nad hlavou přivázanýma ke kůlu za jeho zády. Na podstavci jsou uvedena jména 30 místních zahynulých během 2. světové války.

### Citát na podstavci
| „ | LIDÉ BDĚTE! | “ |

## Další informace
Dílo je celoročně volně přístupné.

## Galerie

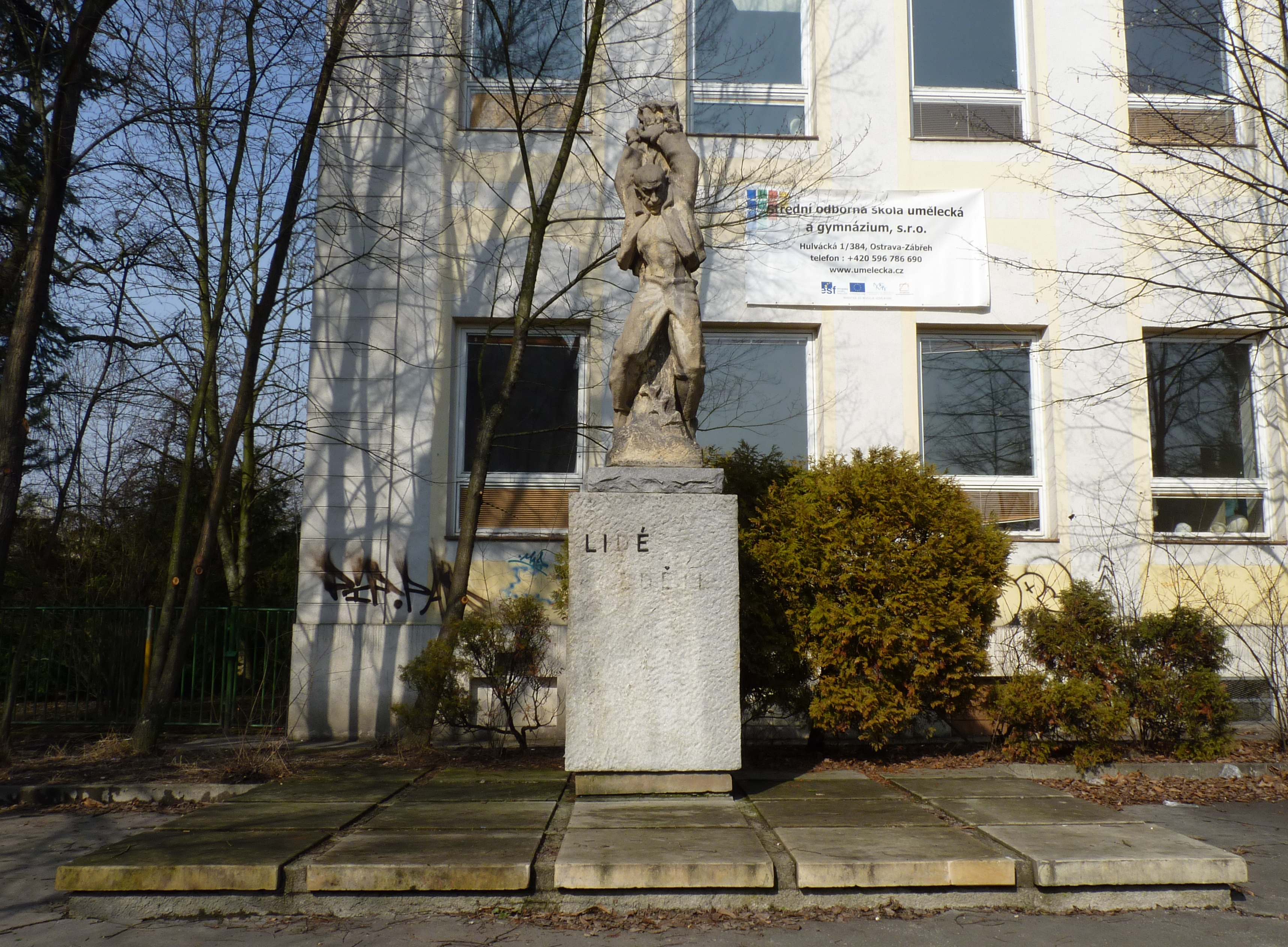
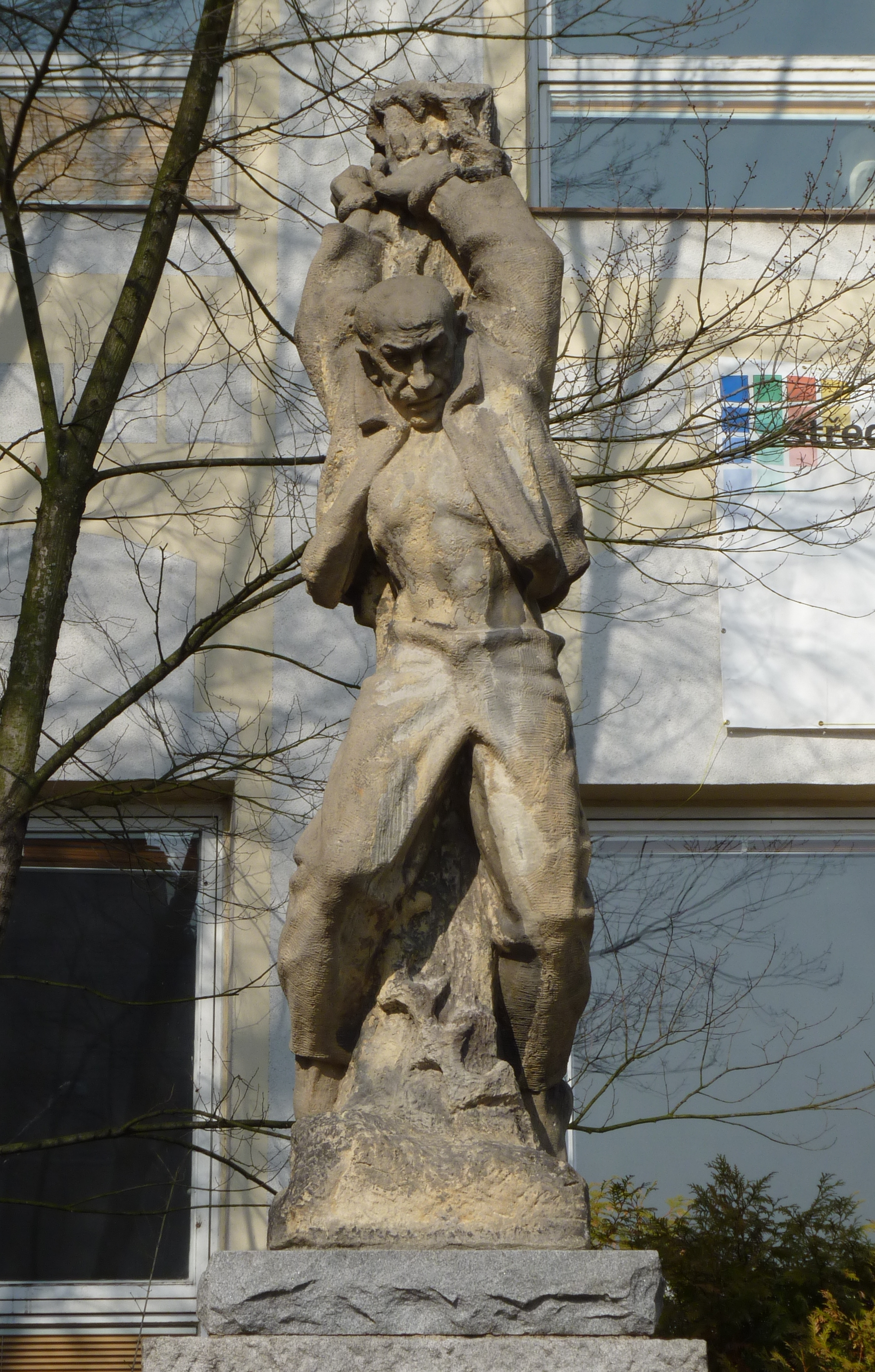
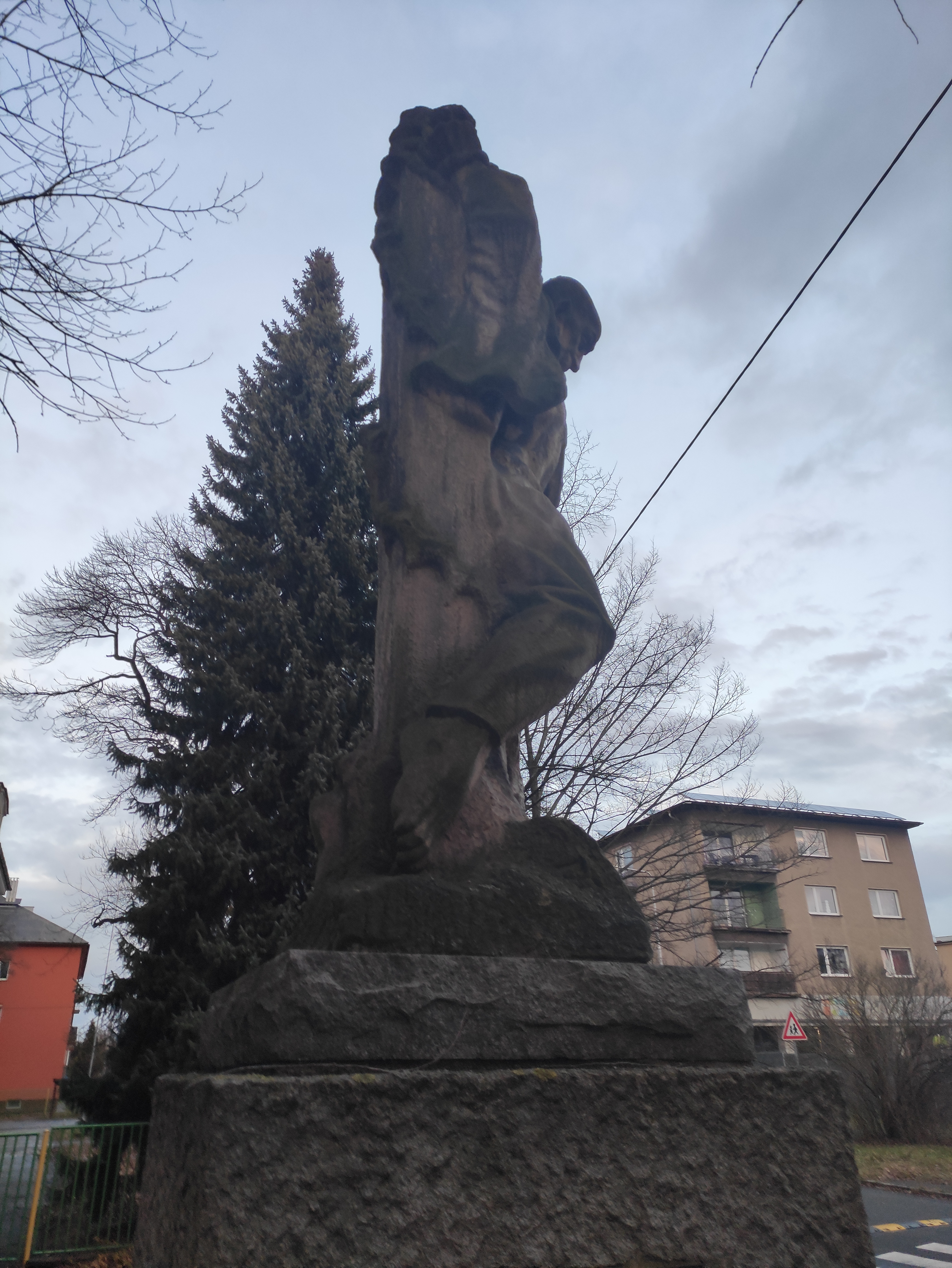
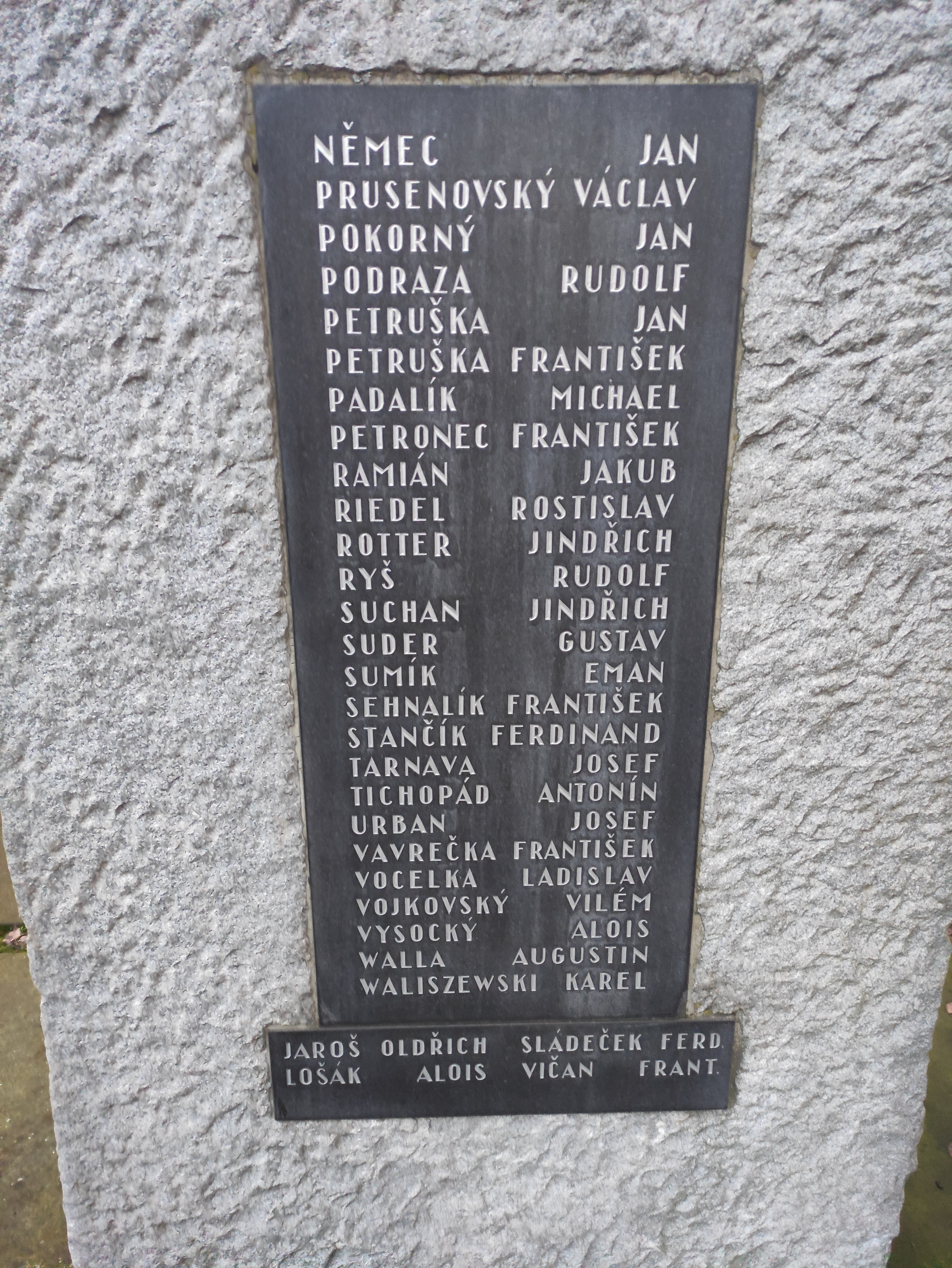
Pamětní deska